# Schedorhinotermes derosus
Schedorhinotermes derosus es una especie de termita subterránea del género Schedorhinotermes, de la familia Rhinotermitidae, orden Blattodea. Fue descrita por Hill en 1933.

## Distribución
Se distribuye por Australia: Queensland, Territorio del Norte y el oeste de Australia.

## Tratamiento taxonómico
Fue publicada en Hill, G.F. (1933a) Australian Rhinotermes (Isoptera). Proceedings of the Royal Society of Victoria. New Series., 45(1), 1–17 + 4 pls.